# Premi Cóndor de Plata al millor actor
El Premi Cóndor de Plata al mejor actor és un dels guardons concedits per l'Asociación de Cronistas Cinematográficos de la Argentina, per donar un distingit reconeixement a les actuacions d'actors en papers protagonistes en una pel·lícula de l'any anterior a la cerimònia de lliurament d'aquest premi.
L’article mostra una llista dels actors guanyadors i nominats per al premi a través dels anys, des del primer lliurament en la cerimònia dels Cóndor de Plata de l'any 1943, fins al present, així com també els respectius films en els quals van participar, i pels quals van ser considerats per al reconeixement.
Entre els guanyadors es poden trobar actors d'alt renom i trajectòria professional, com ser Federico Luppi, Alfredo Alcón, Julio Chávez, Ricardo Darín i Luis Luque, entre molts altres.

## Guanyadors i nominats

### Dècada del 2020
| Any                 | Actor                      | Pel·lícula |
| ------------------- | -------------------------- | ---------- |
| 2021                |                            |            |
| Esteban Meloni      | La chancha                 |            |
| Diego Velázquez     | El maestro                 |            |
| Rodrigo de la Serna | Al acecho                  |            |
| Diego Peretti       | El robo del siglo          |            |
| Carlos Portaluppi   | La dosis                   |            |
| 2020                |                            |            |
| Javier Drolas       | Las buenas intenciones     |            |
| Esteban Bigliardi   | Muere, monstruo, muere     |            |
| Gustavo Garzón      | Sueño Florianópolis        |            |
| Marcelo Subiotto    | Ciegos                     |            |
| Tomás Wicz          | Los miembros de la familia |            |

### Dècada del 2010
| Any                    | Actor                                 | Pel·lícula |
| ---------------------- | ------------------------------------- | ---------- |
| 2019                   |                                       |            |
| Darío Grandinetti      | Rojo                                  |            |
| Lautaro Delgado        | Unidad XV                             |            |
| Diego Gentile          | Joel                                  |            |
| Alejo Mango            | La cama                               |            |
| Sergio Prina           | El motoarrebatador                    |            |
| Miguel Ángel Solá      | El último traje                       |            |
| 2018                   |                                       |            |
| Jorge Marrale          | Maracaibo                             |            |
| Leonardo Sbaraglia     | El otro hermano                       |            |
| Daniel Giménez Cacho   | Zama                                  |            |
| Germán Palacios        | Temporada de caza                     |            |
| Guillermo Pfening      | Nadie nos mira                        |            |
| 2017                   |                                       |            |
| Oscar Martínez         | El ciudadano ilustre                  |            |
| Rodrigo de la Serna    | Camino a La Paz                       |            |
| Nahuel Pérez Biscayart | Lulú                                  |            |
| Carlos Portaluppi      | Hijos nuestros                        |            |
| Diego Velázquez        | La larga noche de Francisco Sanctis   |            |
| 2016                   |                                       |            |
| Joaquín Furriel        | El patrón: radiografía de un crimen   |            |
| Lautaro Delgado        | Los del suelo                         |            |
| Guillermo Francella    | El Clan                               |            |
| Esteban Lamothe        | El 5 de Talleres                      |            |
| Martín Slipak          | Cómo ganar enemigos                   |            |
| 2015                   |                                       |            |
| Osmar Núñez            | La corporación                        |            |
| Pablo Cedrón           | Boca de pozo                          |            |
| Esteban Lamothe        | El cerrajero                          |            |
| Luis Machín            | Necrofobia                            |            |
| Leonardo Sbaraglia     | Aire libre                            |            |
| 2014                   |                                       |            |
| Diego Peretti          | La reconstrucción                     |            |
| Alex Brendemühl        | Wakolda                               |            |
| Guillermo Francella    | Corazón de León                       |            |
| Jorge Marrale          | Bomba                                 |            |
| Ricardo Darín          | Tesis sobre un homicidio              |            |
| 2013                   |                                       |            |
| Alejandro Awada        | Días de pesca                         |            |
| Ernesto Alterio        | Infancia clandestina                  |            |
| Leonardo Sbaraglia     | El campo                              |            |
| Martín Piroyansky      | La araña vampiro                      |            |
| Ricardo Darín          | Elefante blanco                       |            |
| 2012                   |                                       |            |
| Luis Luque             | El gato desaparece                    |            |
| Alberto de Mendoza     | La mala verdad                        |            |
| Osmar Núñez            | Juan y Eva                            |            |
| Pablo Cedrón           | Aballay, el hombre sin miedo          |            |
| Ricardo Darín          | Un cuento chino                       |            |
| 2011                   |                                       |            |
| Daniel Aráoz           | El hombre de al lado                  |            |
| Antonio Gasalla        | Dos hermanos                          |            |
| Luis Machín            | El mural                              |            |
| Osmar Núñez            | La mirada invisible                   |            |
| Ricardo Darín          | Carancho                              |            |
| 2010                   |                                       |            |
| Ricardo Darín          | El secreto de sus ojos                |            |
| Arturo Goetz           | El asaltante                          |            |
| Carlos Portaluppi      | Homero Manzi, un poeta en la tormenta |            |
| Diego Peretti          | Música en espera                      |            |
| Leonardo Sbaraglia     | Las viudas de los jueves              |            |

### Dècada del 2000
| Any                 | Actor                          | Pel·lícula |
| ------------------- | ------------------------------ | ---------- |
| 2009                |                                |            |
| Jorge Marrale       | Cordero de Dios                |            |
| Oscar Martínez      | El nido vacío                  |            |
| Adrián Suar         | Un novio para mi mujer         |            |
| Ernesto Alterio     | Lluvia                         |            |
| Germán Palacios     | Las vidas posible              |            |
| 2008                |                                |            |
| Julio Chávez        | El otro                        |            |
| Diego Peretti       | ¿Quién dice que es fácil?      |            |
| Luis Luque          | Tres de corazones              |            |
| Luis Ziembrowski    | Más que un hombre              |            |
| Ricardo Darín       | La señal                       |            |
| 2007                |                                |            |
| Julio Chávez        | El custodio                    |            |
| Daniel Hendler      | Derecho de familia             |            |
| Jorge Marrale       | Las manos                      |            |
| Pepe Soriano        | A través de tus ojos           |            |
| Rodrigo de la Serna | Crónica de una fuga            |            |
| 2006                |                                |            |
| Ricardo Darín       | El aura                        |            |
| Diego Peretti       | Tiempo de valientes            |            |
| Gastón Pauls        | Iluminados por el fuego        |            |
| Luis Luque          | Tiempo de valientes            |            |
| Marcelo Mazzarello  | La suerte está echada          |            |
| 2005                |                                |            |
| Rodrigo de la Serna | Diarios de motocicleta         |            |
| Daniel Hendler      | El abrazo partido              |            |
| Eduardo Blanco      | Luna de Avellaneda             |            |
| Julio Chávez        | Extraño                        |            |
| Ricardo Darín       | Luna de Avellaneda             |            |
| 2004                |                                |            |
| Tato Pavlovsky      | Potestad                       |            |
| Leonardo Sbaraglia  | En la ciudad sin límites       |            |
| Lito Cruz           | India Pravile                  |            |
| Daniel Hendler      | El fondo del mar               |            |
| Diego Capusotto     | Soy tu aventura                |            |
| 2003                |                                |            |
| Julio Chávez        | Un oso rojo                    |            |
| Federico Luppi      | Lugares comunes                |            |
| Héctor Alterio      | Corazón de fuego               |            |
| Pepe Soriano        | Corazón de fuego               |            |
| Ricardo Darín       | Kamchatka                      |            |
| 2002                |                                |            |
| Ricardo Darín       | El hijo de la novia            |            |
| Diego Peretti       | Taxi, un encuentro             |            |
| Federico Luppi      | Rosarigasinos                  |            |
| Miguel Ángel Solá   | El amor y el espanto           |            |
| Ulises Dumont       | Rosarigasinos                  |            |
| 2001                |                                |            |
| Ricardo Darín       | Nueve reinas                   |            |
| Gastón Pauls        | Nueces para el amor            |            |
| Jean-Pierre Noher   | Un amor de Borges              |            |
| Leo Sbaraglia       | Plata quemada                  |            |
| Pablo Echarri       | Solo gente                     |            |
| 2000                |                                |            |
| Ricardo Darín       | El mismo amor, la misma lluvia |            |
| Ulises Dumont       | Yepeto                         |            |
| Julio Chávez        | El visitante                   |            |
| Mauricio Dayub      | El amateur                     |            |

### Dècada de 1990
| Any               | Actor                            | Pel·lícula                |
| ----------------- | -------------------------------- | ------------------------- |
| 1999              |                                  |                           |
| Darío Grandinetti | Sus ojos se cerraron             |                           |
| Jorge Marrale     | Cómplices                        |                           |
| Eduardo Pavlovsky | La nube                          |                           |
| Germán Palacios   | Diario para un cuento            |                           |
| 1998              |                                  |                           |
| Federico Luppi    | Martín (Hache)                   |                           |
| Germán Palacios   | El sueño de los héroes           |                           |
| Héctor Alterio    | Cenizas del paraíso              |                           |
| Miguel Ángel Solá | Bajo bandera                     |                           |
| 1997              |                                  |                           |
| Federico Luppi    | Sol de otoño                     |                           |
| Darío Grandinetti | Despabílate amor                 |                           |
| José Luis Alfonzo | Carlos Monzón, el segundo juicio |                           |
| Lito Cruz         | Sotto voce                       |                           |
| 1996              | Miguel Ángel Solá                | Casas de fuego            |
| 1995              | Luis Brandoni                    | Convivencia               |
| 1994              | Edgardo Nieva                    | Gatica, el mono           |
| 1993              | Federico Luppi                   | Un lugar en el mundo      |
| 1992              | Patricio Contreras               | La última siembra         |
| 1991              | Víctor Laplace                   | Flop                      |
| 1990              | Héctor Malamud                   | Los espíritus patrióticos |

### Dècada de 1980
| Any  | Actor                                    | Pel·lícula                               |
| ---- | ---------------------------------------- | ---------------------------------------- |
| 1989 | Lorenzo Quinteros                        | Las puertitas del Sr. López              |
| 1988 | Lorenzo Quinteros                        | Hombre mirando al sudeste                |
| 1987 | Luis Brandoni                            | Seré cualquier cosa pero te quiero       |
| 1986 | Carlos Carella                           | El rigor del destino                     |
| 1985 | Miguel Ángel Solá                        | Asesinato en el Senado de la Nación      |
| 1984 | La cerimònia no va tenir lloc aquest any | La cerimònia no va tenir lloc aquest any |
| 1983 | Federico Luppi                           | Plata dulce                              |
| 1982 | Federico Luppi                           | Tiempo de revancha                       |
| 1981 | Alberto de Mendoza                       | El infierno tan temido                   |
| 1980 | La cerimònia no va tenir lloc aquest any | La cerimònia no va tenir lloc aquest any |

### Dècada de 1970
| Any  | Actor                                                         | Pel·lícula                                                        |
| ---- | ------------------------------------------------------------- | ----------------------------------------------------------------- |
| 1979 | La cerimònia no va tenir lloc aquest any                      | La cerimònia no va tenir lloc aquest any                          |
| 1978 | La cerimònia no va tenir lloc aquest any                      | La cerimònia no va tenir lloc aquest any                          |
| 1977 | La cerimònia no va tenir lloc aquest any                      | La cerimònia no va tenir lloc aquest any                          |
| 1976 | La cerimònia no va tenir lloc aquest any                      | La cerimònia no va tenir lloc aquest any                          |
| 1975 | La cerimònia no va tenir lloc aquest any                      | La cerimònia no va tenir lloc aquest any                          |
| 1974 | Pepe Soriano (actor dramàtic) Jorge Porcel (actor de comèdia) | Las venganzas de Beto Sánchez Los doctores las prefieren desnudas |
| 1973 | José Slavin                                                   | La maffia                                                         |
| 1972 | Luis Sandrini                                                 | La valija                                                         |
| 1971 | Pepe Soriano                                                  | Juan Lamaglia y Sra.                                              |
| 1970 | Walter Vidarte                                                | El dependiente                                                    |

### Dècada de 1960
| Any  | Actor                      | Pel·lícula                            |
| ---- | -------------------------- | ------------------------------------- |
| 1969 | Alfredo Alcón              | Martín Fierro                         |
| 1968 | Federico Luppi             | El romance del Aniceto y la Francisca |
| 1967 | Sergio Renán               | Castigo al traidor                    |
| 1966 | Sergio Renán Jorge Salcedo | El perseguidor Orden de matar         |
| 1965 | Jorge Salcedo              | Mujeres perdidas                      |
| 1964 | Alfredo Alcón              | Los inocentes                         |
| 1963 | Lautaro Murúa              | La cifra impar                        |
| 1962 | Alberto Argibay            | Alias Gardelito                       |
| 1961 | Alfredo Alcón              | Un guapo del 900                      |
| 1960 | Lautaro Murúa              | Aquello que amamos                    |

### Dècada de 1950
| Any  | Actor                                    | Pel·lícula                                           |
| ---- | ---------------------------------------- | ---------------------------------------------------- |
| 1959 | Alberto de Mendoza                       | El jefe                                              |
| 1958 | La cerimònia no va tenir lloc aquest any | La cerimònia no va tenir lloc aquest any             |
| 1957 | Lautaro Murúa                            | Graciela                                             |
| 1956 | Antonio Vilar                            | La Quintrala, doña Catalina de los Ríos y Lisperguer |
| 1955 | Ángel Magaña                             | El cura Lorenzo                                      |
| 1954 | Luis Sandrini                            | La casa grande                                       |
| 1953 | Francisco Martínez Allende               | Facundo, el tigre de los llanos                      |
| 1952 | Mario Soffici                            | El extraño caso del hombre y la bestia               |
| 1951 | Santiago Gómez Cou                       | Arrabalera                                           |
| 1950 | Narciso Ibáñez Menta                     | Almafuerte                                           |

### Dècada de 1940
| Any  | Actor                | Pel·lícula                     |
| ---- | -------------------- | ------------------------------ |
| 1949 | Arturo de Córdova    | Dios se lo pague               |
| 1948 | Pedro López Lagar    | Albéniz                        |
| 1947 | Pedro López Lagar    | Celos                          |
| 1946 | Narciso Ibáñez Menta | Cuando en el cielo pasen lista |
| 1945 | Enrique Muiño        | Su mejor alumno                |
| 1944 | Francisco Petrone    | Todo un hombre                 |
| 1943 | Arturo García Buhr   | Los chicos crecen              |